# Musashi Oyama
Musashi Oyama (大山 武蔵 Oyama Musashi?, nacido el 11 de septiembre de 1998 en Hokkaido) es un futbolista japonés que se desempeña como centrocampista.

## Trayectoria

### Clubes
| Club                | País  | Año         |
| ------------------- | ----- | ----------- |
| Cerezo Osaka        | Japón | 2017 - 2019 |
| Cerezo Osaka sub-23 | Japón | 2017 - 2019 |

## Estadística de carrera

### J. League
| Club                | Año   | J. League | J. League | Copa J. League | Copa J. League | Total | Total |
| Club                | Año   | Part.     | Goles     | Part.          | Goles          | Part. | Goles |
| ------------------- | ----- | --------- | --------- | -------------- | -------------- | ----- | ----- |
| Cerezo Osaka        | 2017  | 0         | 0         | 0              | 0              | 0     | 0     |
| Cerezo Osaka sub-23 | 2017  | 25        | 0         | -              | -              | 25    | 0     |
| Total               | Total | 25        | 0         | 0              | 0              | 25    | 0     |